# آري ريب
آري ريب (بالهولندية: Arie Rip)‏ هو أستاذ جامعي وكيميائي وفيلسوف هولندي، ولد في 13 يونيو 1941 في Kethel en Spaland ‏ في هولندا.